# 金·凱特羅
金·凱特羅（英語：Kim Cattrall，1956年8月21日—）是一位英裔加拿大女演員。

## 童年
她生於英國利物浦，有三個兄弟姊妹。在三歲前，整家移民住加拿大卑詩省。在她十一歲時，她的祖母生病，她又回到英國。這時，她於倫敦音樂與戲劇藝術學院學習。

## 事業
她在十六歲時開展事業。1984年主演喜剧电影《金牌警校軍》（ Police Academy）。1987年主演浪漫喜剧电影《神气活现》（Mannequin）而一炮而红。在《星际旅行VI：未来之城》中，金饰演一名潜伏在星舰中的瓦肯间谍。她在《慾望城市》中飾演莎曼珊·瓊斯（Samantha Jones）而成為一個國際知名女演員，亦因此获得了和艾美奖的最佳女配角提名，更於2002年贏得，2010年，獲得英國利物浦約翰摩爾大學榮譽文學博士學位，以表彰她對藝術的貢獻。

## 演出作品

### 電影
- 1984：《金牌警校軍》(Police Academy)
- 1986：《妖魔大鬧唐人街》(Big Trouble in Little China)
- 1987：《穿梭夢美人》(Mannequin)
- 1991：《星际旅行VI：未来之城》(Star Trek VI: The Undiscovered Country)
- 2002：《穿越乡间路》（Crossroads)
- 2005：《冰公主》(Ice Princess)
- 2008：《慾望城市電影版》（Sex and the City: The Movie）
- 2010：《影子滅殺令》(The Ghost Writer)
- 2010：《慾望城市2》（Sex and the City II）
- 2023：《義美超級爸》（About My Father）

### 電視
- 1998：《深海异种》（Creature）
- 1998-2004《色慾都市》（Sex and the City）
- 2020：《框金世家》（filthy rich）
- 2022-2023：《追愛總動員之相愛百分百》（How I Met Your Father）
- 2023：《慾望城市：華麗下半場》（And Just Like That...）

## 外部連結
- 金·凱特羅在互联网电影资料库（IMDb）上的資料（英文）
- Kim Cattrall 在阿尔法记忆的相关页面（一個的Wiki網站）
- 金·凱特羅的Instagram帳戶
- 金·凱特羅的X（前Twitter）
- Kim Cattrall speaking on BBC Radio Five Live[永久]
- AOL Books Interview about the book Being a Girl: Navigating the Ups and Downs of Teen Life （页面存档备份，存于）